# Shinkichi Kikuchi
Shinkichi Kikuchi (菊池 新吉 Kikuchi Shinkichi?,  nacido el 12 de abril de 1967 en Iwate) es un exfutbolista japonés que se desempeñaba como guardameta.
Kikuchi jugó 7 veces para la selección de fútbol de Japón entre 1994 y 1995. Kikuchi fue elegido para integrar la selección nacional de Japón para los Copa FIFA Confederaciones 1995.

## Trayectoria

### Clubes
| Club              | País  | Año         |
| ----------------- | ----- | ----------- |
| Tokyo Verdy       | Japón | 1986 - 2001 |
| Kawasaki Frontale | Japón | 2000        |

### Selección nacional
| Selección | País  | Año         |
| --------- | ----- | ----------- |
| Absoluta  | Japón | 1994 - 1995 |

## Estadística de equipo nacional
| Selección de Japón | Selección de Japón | Selección de Japón |
| Año                | Part.              | Goles              |
| ------------------ | ------------------ | ------------------ |
| 1994               | 5                  | 0                  |
| 1995               | 2                  | 0                  |
| Total              | 7                  | 0                  |

## Palmarés

### Títulos nacionales
| Título                   | Club           | País  | Año       |
| ------------------------ | -------------- | ----- | --------- |
| Copa del Emperador       | Yomiuri        | Japón | 1986      |
| Japan Soccer League      | Yomiuri        | Japón | 1986-1987 |
| Copa del Emperador       | Yomiuri        | Japón | 1987      |
| Japan Soccer League      | Yomiuri        | Japón | 1990-1991 |
| Copa Japan Soccer League | Yomiuri        | Japón | 1991      |
| Japan Soccer League      | Yomiuri        | Japón | 1991-1992 |
| Copa J. League           | Verdy Kawasaki | Japón | 1992      |
| J1 League                | Verdy Kawasaki | Japón | 1993      |
| Copa J. League           | Verdy Kawasaki | Japón | 1993      |
| J1 League                | Verdy Kawasaki | Japón | 1994      |
| Copa J. League           | Verdy Kawasaki | Japón | 1994      |
| Copa del Emperador       | Verdy Kawasaki | Japón | 1996      |

### Distinciones individuales
| Distinción        | Año  |
| ----------------- | ---- |
| J. League Best XI | 1994 |
| J. League Best XI | 1995 |